# Pawn Stars
Pawn Stars (no Brasil Trato Feito, e em Portugal O Preço da História) é um Reality show norte-americano do History Channel, produzida em Manhattan por Leftfield Pictures. A série é filmada em Las Vegas, Nevada, onde ela relata as atividades diárias na loja de penhores Gold & Silver, uma empresa familiar, operando 24 horas por dia, dirigida pelo patriarca Richard Harrison ''Velho'' (Danville, Virgínia, 04 de março de 1941  - Las Vegas, 25 de Junho de 2018), seu filho Rick Harrison (que abriu a loja com seu pai em 1989) e o filho de Rick, Corey Harrison, que trabalha lá desde sua infância e que está sendo preparado para um dia assumir a loja junto com seu amigo de infância "Chumlee". O programa estreou em 19 de julho de 2009. Em novembro de 2012, participou de um crossover com iCarly, no episódio "I Lost My Head in Vegas", que obteve 3.5 milhões de telespectadores em sua audiência nos Estados Unidos.

## Audiência
Em Fevereiro de 2011, o documentário televisivo tornou-se o programa de televisão mais assistido da história do History Channel nos Estados Unidos. O programa exibido no dia 24 de Janeiro de 2011 foi assistido por sete milhões de telespectadores, de acordo com dados do canal e da Nielsen Media Research. Em 2011, foi o segundo documentário televisivo mais assistido dos Estados Unidos, atrás apenas de  Jersey Shore, que teve uma audiência de 7,6 milhões de telespectadores.
Na manhã de 25 Junho de 2018 morria Richard Benjamin Harrison, 77 anos, o Old man do reality show Trato feito. Por meio de uma rede social, o filho Rick Harrison confirmou o falecimento do pai. Ainda de acordo com a publicação, ele morreu em decorrência do Mal de Parkinson.